# クラレンス・D・クラーク
クラレンス・ドン・クラーク (英語: Clarence Don Clark, 1851年4月16日 - 1930年11月18日)は、アメリカ合衆国・ニューヨーク州出身の教師、弁護士、政治家。ワイオミング州憲法制憲議会に参加し、ワイオミング州初のアメリカ下院議員に選出された。アメリカ上院議員(通算4期)、第26代アメリカ上院司法委員会議長。

## 経歴・人物
1851年、クラークはニューヨーク州・サンディ・クリーク村で生まれた。アイオワ大学で法律を学び、1874年に弁護士資格を取得後、アイオワ州・マンチェスターで教員を務めながら、私立弁護士として活動。1881年にワイオミング準州・エバンストンに拠点を移し、ユニオン・パシフィック鉄道の法務部門で勤務していた。1882年、ウインタ郡の地方検事に就任。クラークの堅実な仕事ぶりは地元紙から一定の評価を受けた。検事退任後の1889年、ワイオミング州制憲議会でウインタ郡代表の議員として選出された。
翌1890年、ワイオミング州昇格後初の下院議員選挙に当選し、以後通算2期の任期を務めた。1892年選挙で落選した後、弁護士としての活動を再開させたが、1895年のアメリカ上院議員特別選挙に当選し、上院議員として政界に復帰を果たした。上品で温和な見た目から「ワイオミングのアポロ」とのあだ名を付けられた。
1916年の選挙に落選後、ワシントンD.C.で弁護士として活動を再開。1919年には五大湖に関する国際合同委員会の委員に任命され、1923年から1929年まで議長を務めた。
1930年11月18日に死去。エバンストンのメソニック墓地に埋葬された。